# Chi Đại kích
Chi Đại kích (danh pháp khoa học: Euphorbia) là một chi bao gồm nhiều loài thực vật trong phân họ Euphorbioideae, họ Euphorbiaceae, bộ Malpighiales.
Các loài Euphorbia dao động từ những loài một năm nhỏ xíu tới những cây gỗ to và sống lâu năm. Với số lượng từ khoảng trên 2.000 tới 2.420 loài, nó là một trong những chi đa dạng nhất của thực vật. Nó cũng có một phạm vi số lượng nhiễm sắc thể thuộc loại lớn nhất, cùng với Rumex và Senecio. Chi này được Carl Linnaeus mô tả khoa học lần đầu tiên năm 1753 trong Species Plantarum.

## Từ nguyên
Danh pháp khoa học Euphorbia bắt nguồn từ Euphorbos, thầy thuốc người Hy Lạp của vua Juba II xứ Numidia (52–50 TCN – 23). Juba là một người viết nhiều về nhiều chủ đề khác nhau, bao gồm cả lịch sử tự nhiên. Euphorbos viết rằng một trong những loài euphorbia trông tương tự như cây xương rồng (hiện nay có danh pháp Euphorbia obtusifolia ssp. regis-jubae) từng được sử dụng như là một loại thuốc nhuận tràng mạnh. Năm 12 TCN, Juba đặt tên loài cây này theo tên vị thầy thuốc của mình là Euphorbos, do hoàng đế La Mã Augustus Caesar đã cho làm bức tượng cho người anh/em của Euphorbos là Antonius Musa, thầy thuốc riêng của Augustus. Năm 1753, nhà thực vật học kiêm phân loại học người Thụy Điển là Carl Linnaeus đã đặt tên gọi Euphorbia cho toàn bộ chi này để vinh danh thầy thuốc Euphorbos.

## Đặc điểm
Các loài Euphorbia chia sẻ đặc trưng là có nhựa cây độc, màu trắng sữa trông tương tự như nhựa mủ, và các cấu trúc hoa bất thường độc nhất vô nhị. Chi này có thể được mô tả theo các tính chất của các trình tự gen của các loài thành viên hoặc theo hình thái và dạng (hình thái học) các đầu hoa của chúng. Khi xem xét tổng thể, đầu hoa trông tương tự như một bông hoa (một hoa giả (pseudanthium) hay hoa dạng hoa cúc). Nó là loại hoa giả độc nhất vô nhị, gọi là hoa hình chén (Tân Latinh cyathium, từ tiếng Hy Lạp kyathion / kyatheion, dạng thu nhỏ của kyathos - cái chén), trong đó mỗi hoa trong đầu hoa suy giảm chỉ còn phần thiết yếu trơ trụi nhất cần thiết cho sinh sản hữu tính. Các hoa riêng lẻ hoặc là hoa đực hoặc là hoa cái (hoa đơn tính), với các hoa đực suy giảm chỉ còn nhị hoa và hoa cái chỉ còn bầu nhụy trên thân hoa ngắn với nhụy hoa. Các hoa này không có cánh hoa hay lá đài hay các bộ phận khác là điển hình cho hoa ở các nhóm thực vật khác.
Các cấu trúc hỗ trợ đầu hoa và phía dưới (như các lá bắc, tuyến mật và các phần phụ nối với các tuyến mật) cũng đã tiến hóa để thu hút các động vật thụ phấn bằng mật hoa, với hình dáng và màu sắc giống như cánh hoa và các bộ phận hoa khác ở các loại hoa khác. Các tuyến mật chứa mật hoa để thu hút động vật thụ phấn được giữ bên trong một "tổng bao", một bộ phận hình chén phía dưới và hỗ trợ cho đầu hoa hình chén. Tổng bao ở chi Euphorbia là 5 (hiếm khi 4) lá bắc con hợp lại ở đáy để có hình dáng giống cái chén nhỏ, là một phần của đầu hoa hình chén. Tổng bao nằm trên và được hỗ trợ bởi các cấu trúc lá bị biến đổi giống như lá bắc (thường theo cặp) gọi là lá hình chén. Các lá hình chén này thường có bề ngoài rất giống cánh hoa của một bông hoa điển hình. Như thế, tổng bao ở Euphorbia không giống như tổng bao ở các thành viên của họ Asteraceae, với tổng bao ở đó là tập hợp của các lá bắc gọi là "lá bắc tổng bao", chúng vây quanh và bao bọc lấy đầu hoa khi chưa mở, và sau đó thì hỗ trợ cho đế hoa phía dưới nó sau khi đầu hoa mở ra.

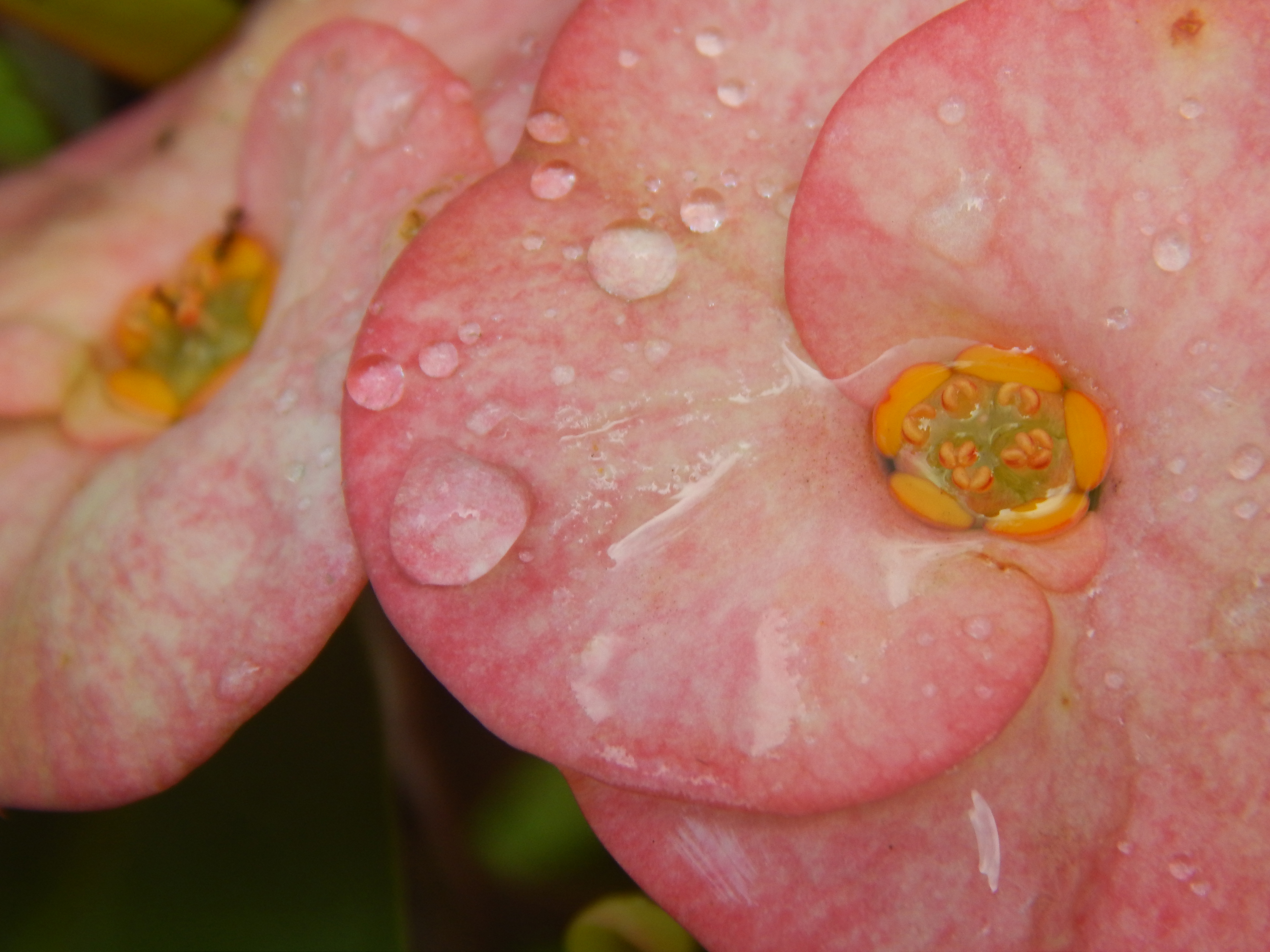
Hoa hình chén (cyathium) của Euphorbia.

Các hoa của Euphorbia nhỏ và biến thiên để thu hút động vật thụ phấn, với nhiều loại hình dạng và màu sắc ở cả hoa hình chén, tổng bao, lá hình chén hay các bộ phận bổ trợ khác như các tuyến gắn vào chúng. Tập hợp các hoa này có thể có hình dáng và sự sắp xếp để trông giống như một bông hoa đơn lẻ.
Phần lớn các loài là đơn tính cùng gốc (có cả hoa đực lẫn hoa cái trên cùng một cây), mặc dù có một số loài là đơn tính khác gốc (hoa đực và hoa cái trên các cây khác nhau). Điều không hề bất thường là nhiều khi các hoa hình chén trung tâm của xim hoa chỉ chứa các hoa đực còn các hoa hình chén ở bên thì có cả hai loại hoa. Đôi khi các cây non hoặc các cây sinh sống trong điều kiện không thích hợp chỉ ra hoa đực và chỉ sản sinh hoa cái trong các hoa hình chén khi đã lớn hoặc khi điều kiện sống thuận lợi hơn.
Các tuyến mật thường xuất hiện ở dạng bộ 5, nhưng đôi khi chỉ có 1, và có thể hợp lại thành hình chữ "U".
Quả là dạng quả nang 3 (đôi khi 2) ngăn, đôi khi mọng thịt, nhưng nói chung gần như luôn luôn hóa gỗ khi chín và nứt ra, đôi khi nổ tung khi nứt. Hạt hình ôvan hay hình cầu hoặc 4 góc và đôi khi có mào thịt.
Chi này cũng là chi thực vật duy nhất có cả 3 loại quang hợp là CAM, C3 và C4. Chi này có phân bố rộng khắp thế giới. Các dạng dao động từ thực vật một năm mọc sát mặt đất cho tới các cây gỗ cao phát triển mạnh và sống lâu năm. Trong các sa mạc ở Madagascar và miền nam châu Phi, tiến hóa hội tụ đã tạo ra các dạng tương tự như xương rồng và chúng chiếm các hốc sinh thái như của xương rồng trong các sa mạc ở Bắc và Nam Mỹ. Chi này chủ yếu được tìm thấy trong các khu vực nhiệt đới và cận nhiệt đới ở châu Phi và châu Mỹ, nhưng cũng tìm thấy trong khu vực ôn đới trên toàn thế giới. Các loài mọng nước chủ yếu tìm thấy ở châu Phi, châu Mỹ và Madagascar. Trên các đảo cũng có nhiều loài.

## Phân chi
Mô tả hình thái sử dụng sự hiện diện của hoa hình chén là phù hợp với các dữ liệu trình tự DNA nhân và lạp lục trong thử nghiệm khoảng 10% số loài. Thử nghiệm này cũng hỗ trợ việc gộp một số chi trước đây coi là tách biệt vào trong Euphorbia. Chúng bao gồm Chamaesyce, Cubanthus, Elaeophorbia, Endadenium, Monadenium, Pedilanthus, Synadenium và trạng nguyên (Poinsettia pulcherrima, danh pháp hiện nay là E. pulcherrima). Như thế phân tông Euphorbiinae hiện nay là đồng nghĩa với Euphorbia sensu lato.
Các thử nghiệm di truyền đã chỉ ra rằng các cấu trúc hay dạng đầu hoa tương tự trong phạm vi chi này không nhất thiết có nghĩa là chúng có quan hệ tổ tiên gần và các dữ liệu di truyền chỉ ra rằng trong phạm vi chi thì tiến hóa hội tụ của các cấu trúc cụm hoa có thể là từ các đơn vị tổ tiên không có quan hệ họ hàng gần. Vì thế việc sử dụng hình thái học trong phạm vi chi này là có vấn đề đối với việc gộp nhóm dưới chi tiếp theo.
Chi Euphorbia là một trong những chi lớn nhất và phức tạp nhất của thực vật có hoa, và một số nhà thực vật học đã cố gắng nhưng không thành công trong việc chia nó ra thành các chi nhỏ hơn. Theo các nghiên cứu phát sinh chủng loài gần đây, Euphorbia có thể chia ra thành 4 phân chi chính, mỗi phân chi chứa vài tổ và nhóm vẫn chưa được nghiên cứu đầy đủ. Trong số này, phân chi Esula là cơ sở nhất. Các phân chi Chamaesyce và Euphorbia có lẽ là các đơn vị phân loại chị em, và chúng có quan hệ rất gần với phân chi Rhizanthium (= Athymalus). Các thích nghi hình thái khô hạn có thể đã tiến hóa vài lần; người ta vẫn chưa rõ là tổ tiên chung của các dòng dõi giống như xương rồng trong các phân chi Rhizanthium và Euphorbia có phải là hình thái khô hạn (nếu đúng như thế thì hình thái thông thường hơn có lẽ đã tái tiến hóa trong Chamaesyce) hay hình thái khô hạn rộng khắp là hoàn toàn đa ngành ngay cả ở cấp độ phân chi.
- Esula: Khoảng 480 loài.[12]
- Rhizanthium = Athymalus: Khoảng 150 loài.[17]
- Chamaesyce: Khoảng 600 loài.[18]
- Euphorbia: Khoảng 661 loài.[19]

## Phát sinh chủng loài
Phát sinh chủng loài ở cấp độ phân chi lấy theo Horn et al. (2012) và Riina et al. (2013).

|  | Athymalus                                                |
|  |                                                          |
|  | \| \| Chamaesyce \| \| \| \| \| \| Euphorbia \| \| \| \| |
|  |                                                          |
|  | Chamaesyce                                               |
|  |                                                          |
|  | Euphorbia                                                |
|  |                                                          |

|  | Chamaesyce |
|  |            |
|  | Euphorbia  |
|  |            |

|  | Athymalus                                                |
|  |                                                          |
|  | \| \| Chamaesyce \| \| \| \| \| \| Euphorbia \| \| \| \| |
|  |                                                          |
|  | Chamaesyce                                               |
|  |                                                          |
|  | Euphorbia                                                |
|  |                                                          |

|  | Chamaesyce |
|  |            |
|  | Euphorbia  |
|  |            |

## Sử dụng
Một vài loài được trồng trong vườn, như trạng nguyên (E. pulcherrima) và loài mọng nước E. trigona. Loài đại kích (tiếng Trung: 大戟; bính âm: dàjǐ, E. pekinensis) được sử dụng trong y học cổ truyền Trung Hoa và nó được coi là một trong số 50 vị thuốc cơ bản.
Ingenol mebutat, loại dược phẩm để điều trị dày sừng quang hóa, là một diterpenoid tìm thấy ở Euphorbia peplus.
Một vài loài Euphorbia được sử dụng làm cây hàng rào tại nhiều nơi ở châu Phi.

## Thư viện ảnh

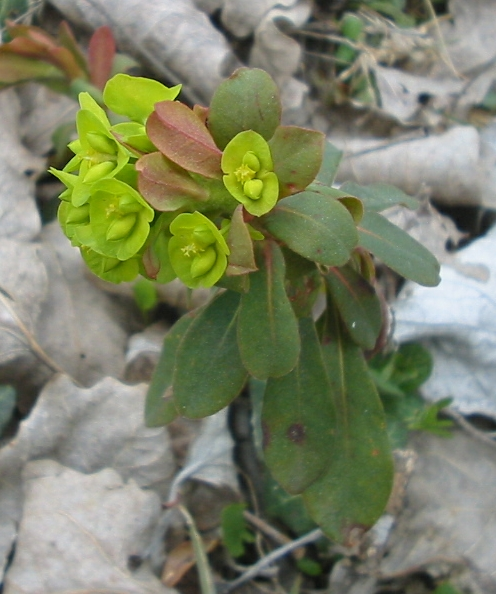
Euphorbia amygdaloides
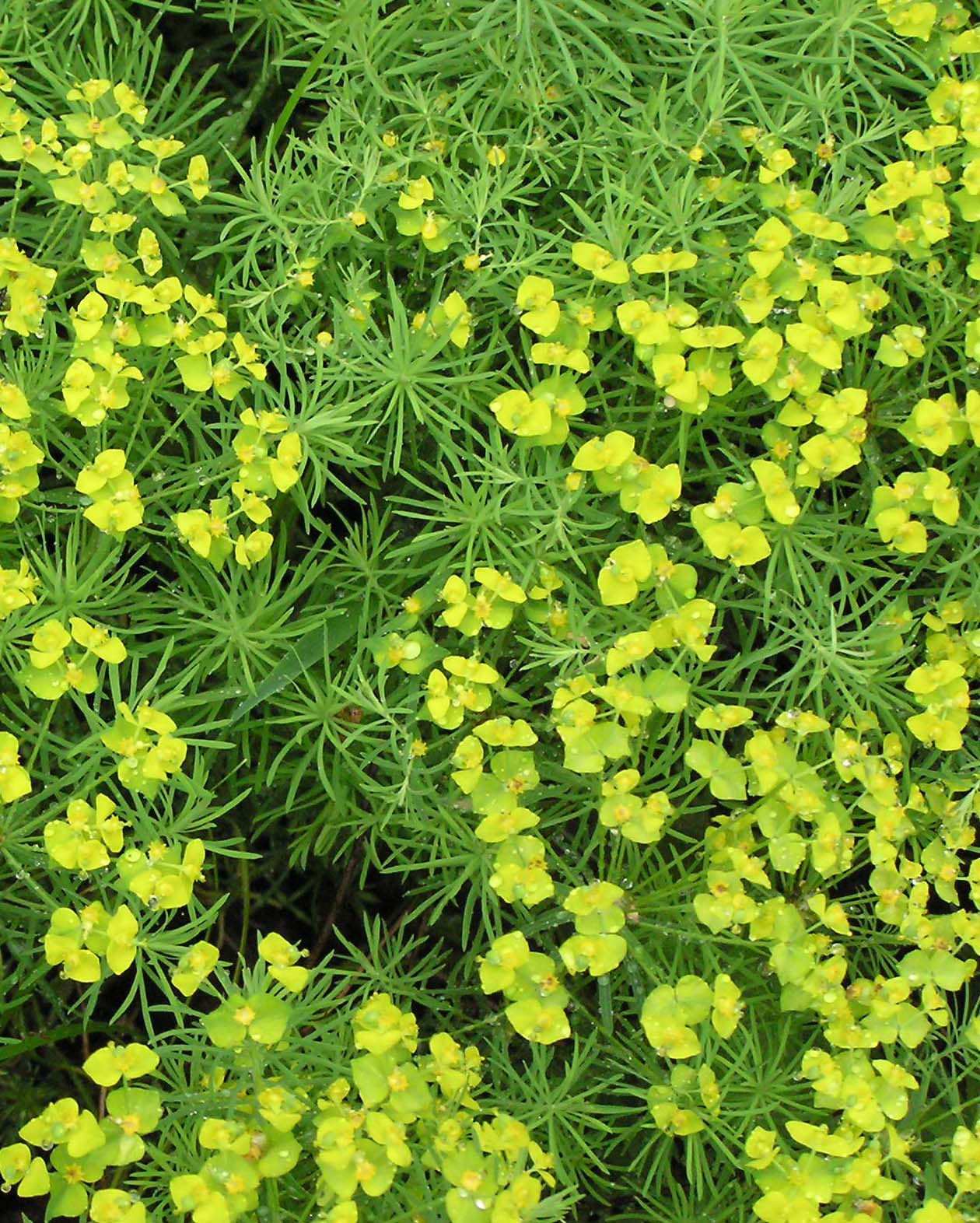
Euphorbia cyparissias
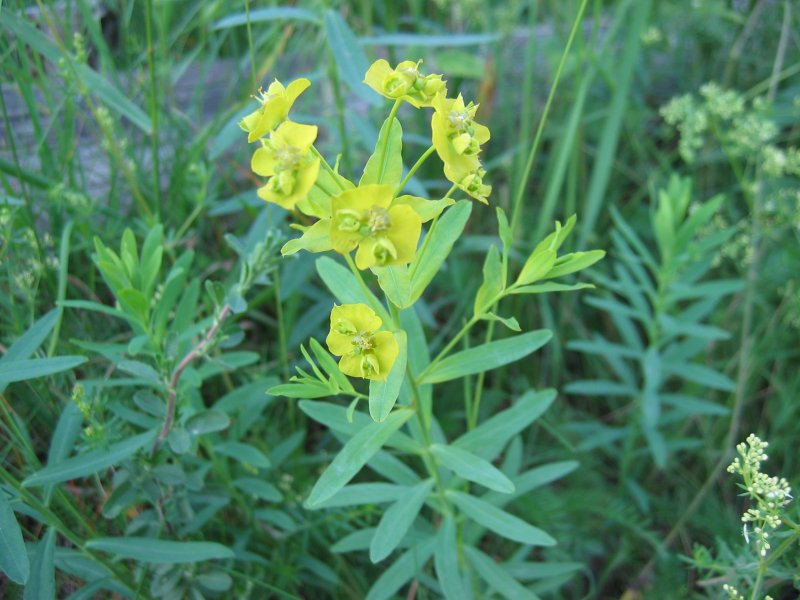
Euphorbia esula
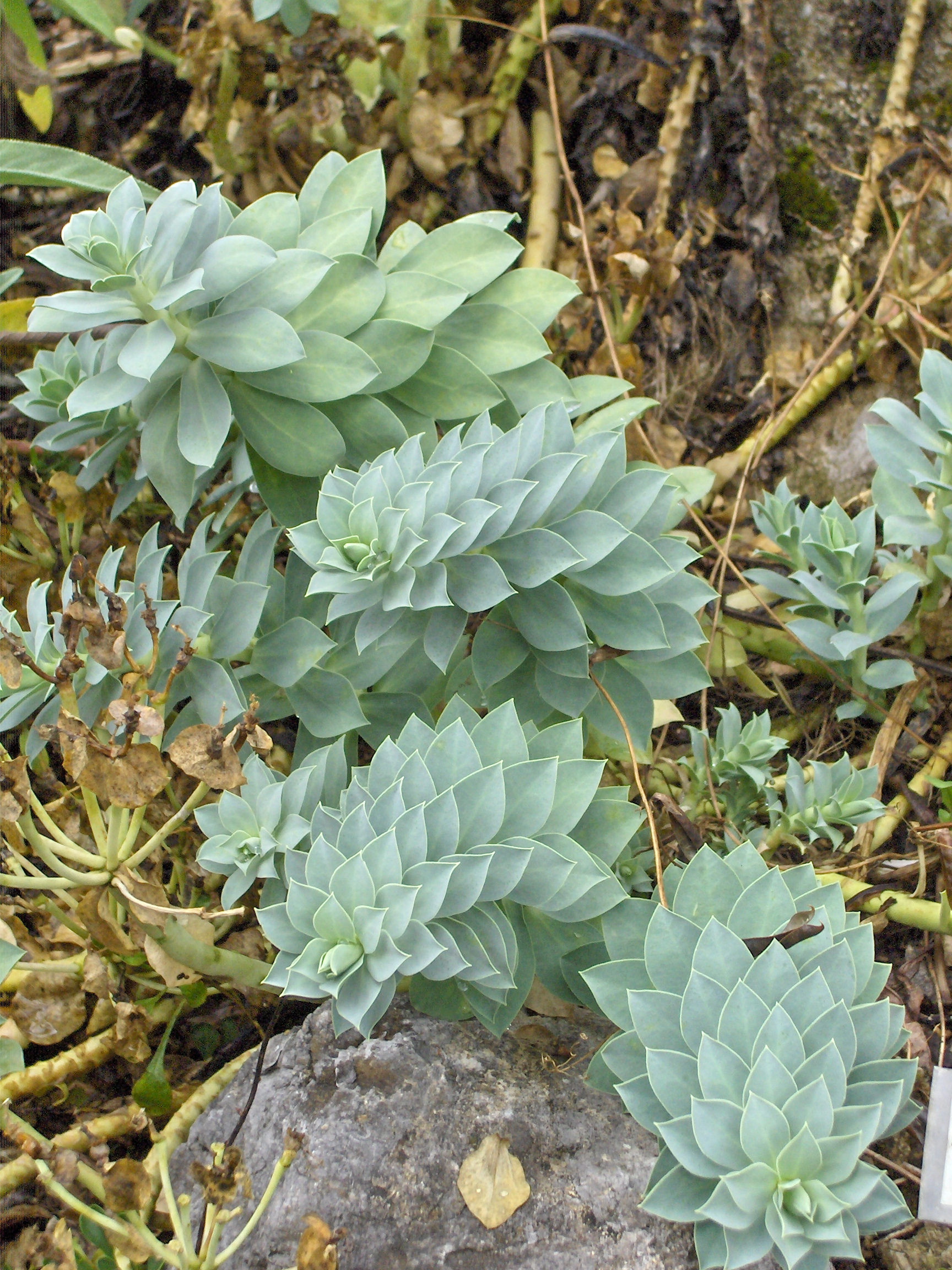
Euphorbia myrsinites
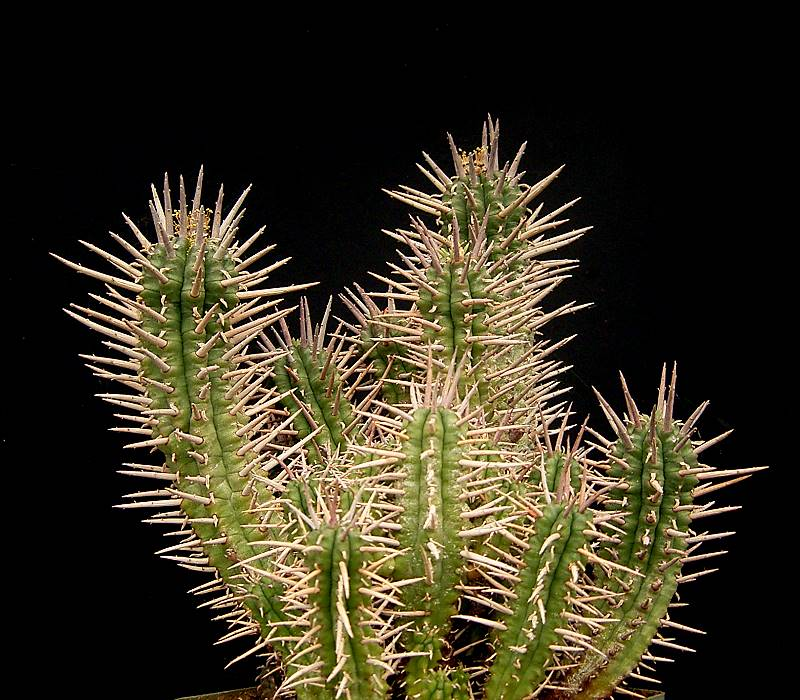
Euphorbia ferox
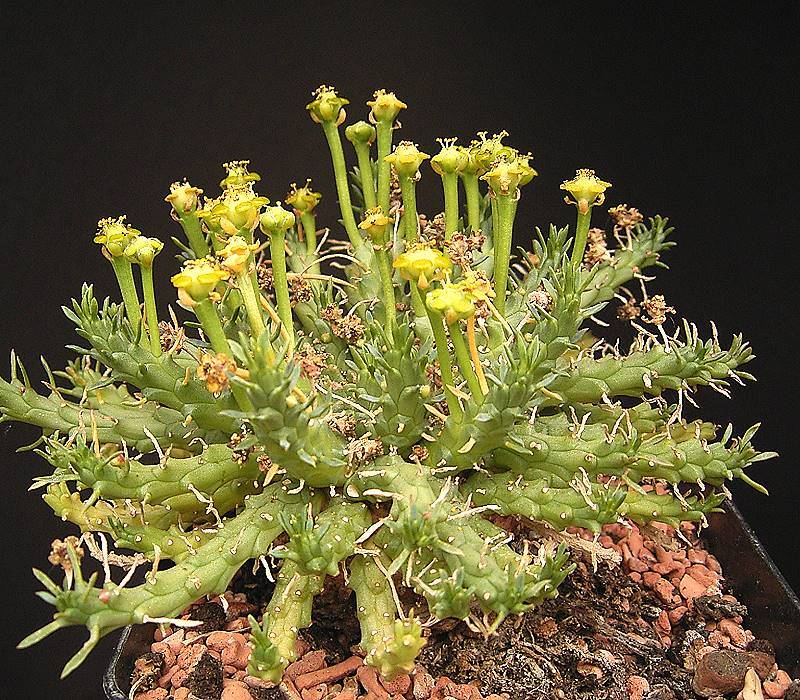
Euphorbia flanaganii
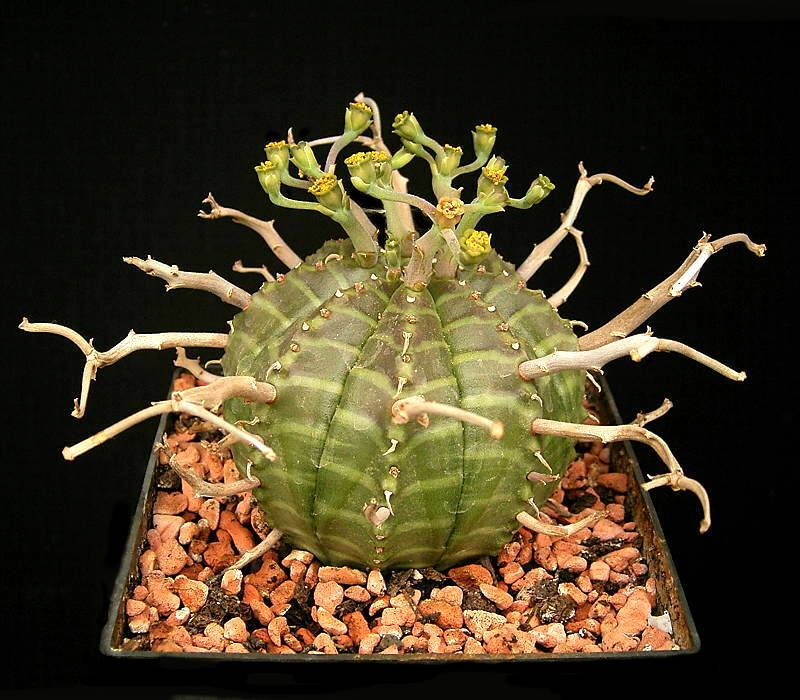
Euphorbia meloformis ssp. valida
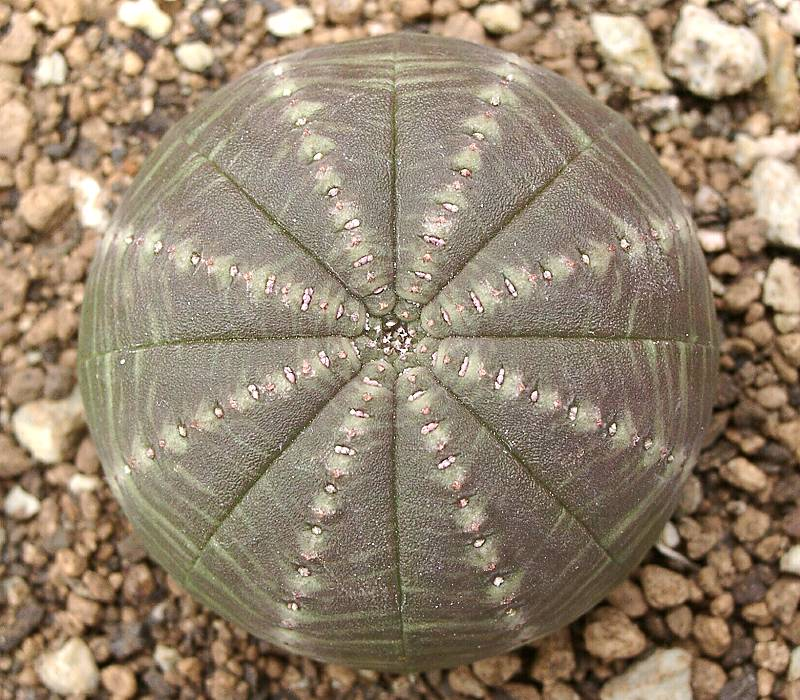
Euphorbia obesa ssp. symmetrica
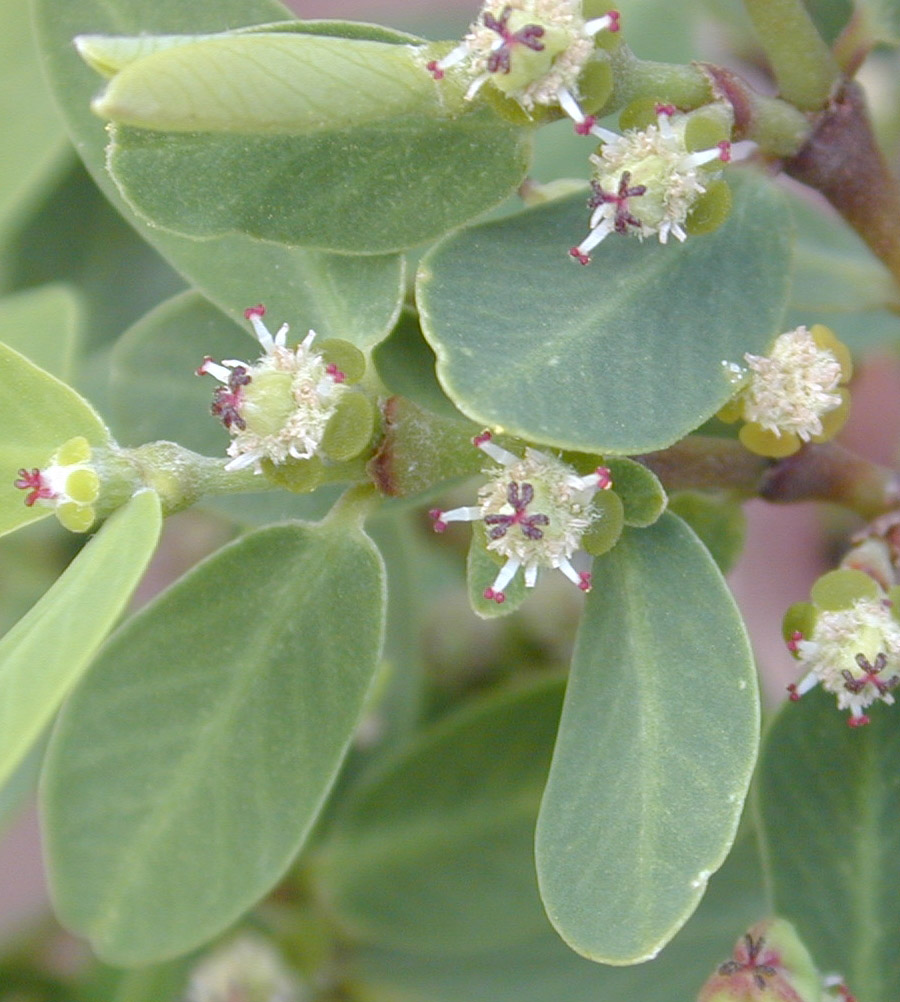
Euphorbia celastroides
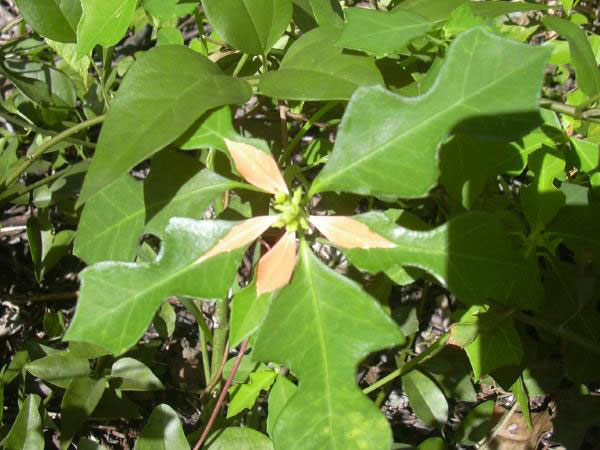
Euphorbia heterophylla
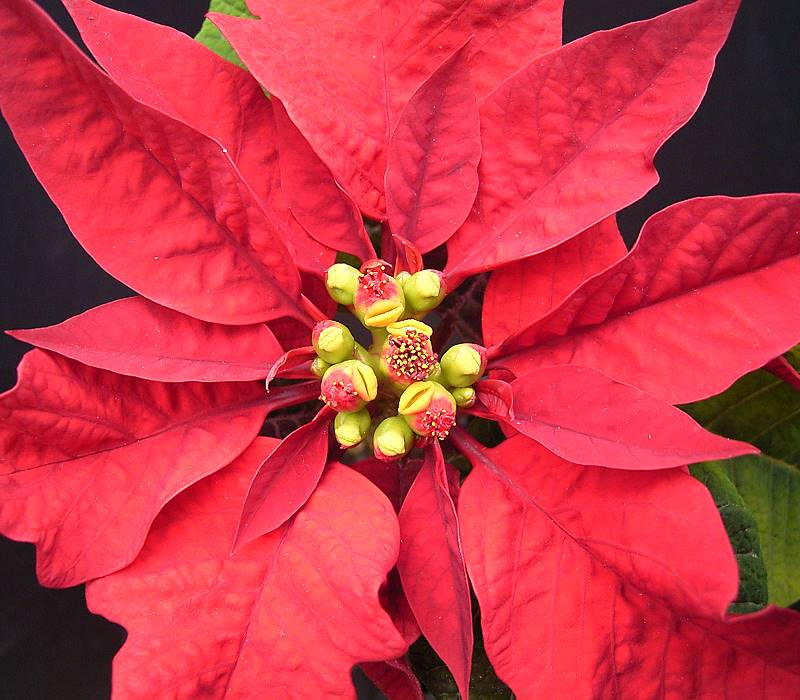
Euphorbia pulcherrima
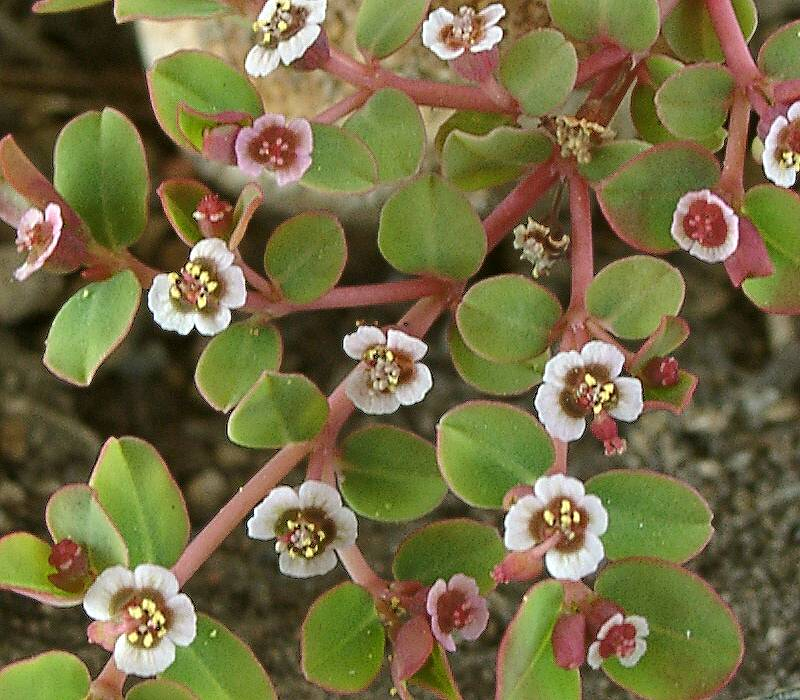
Euphorbia rivae
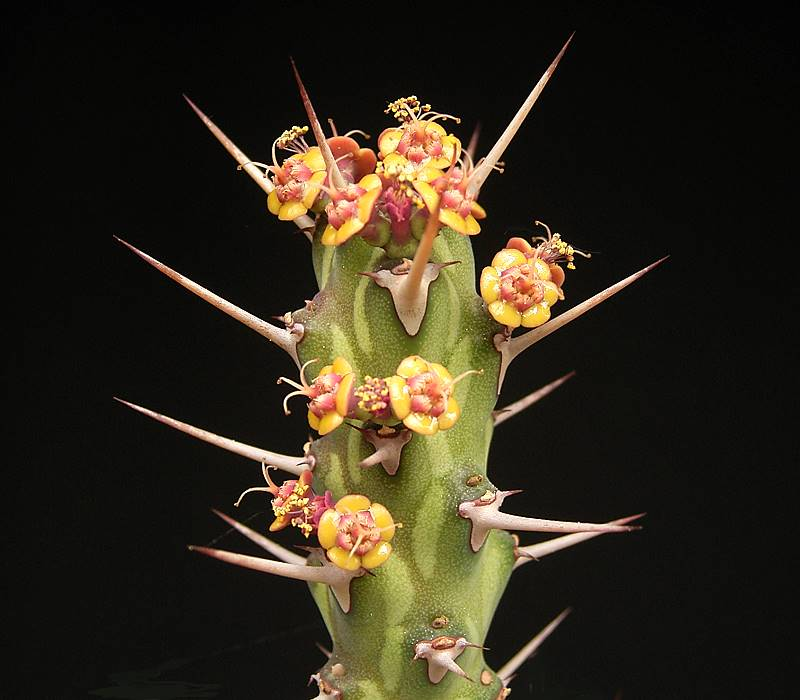
Euphorbia actinoclada
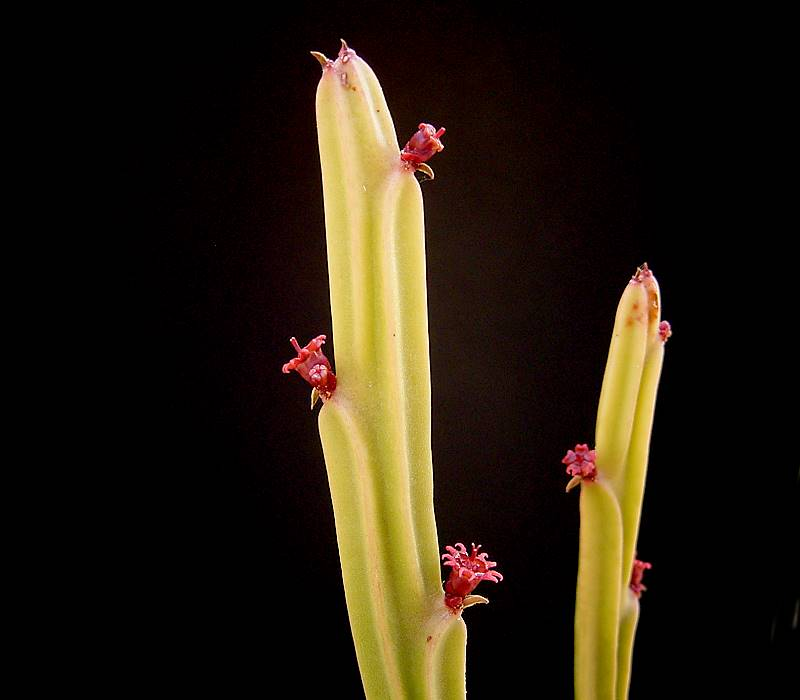
Euphorbia attastoma var. attastoma
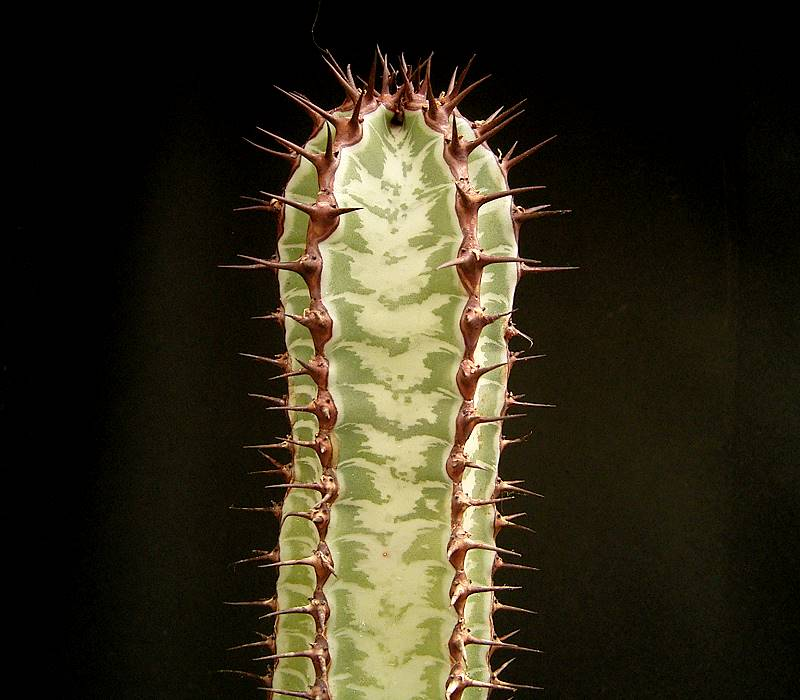
Euphorbia confinalis ssp. rhodesica
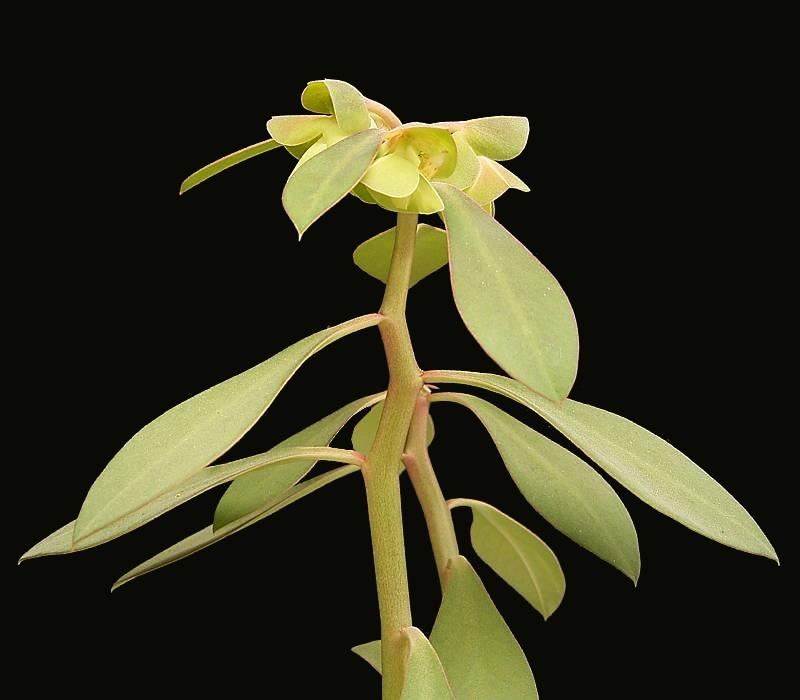
Euphorbia lupulina